# Gönen, Isparta
Gönen là một huyện thuộc tỉnh Isparta, Thổ Nhĩ Kỳ. Huyện có diện tích 190 km² và dân số thời điểm năm 2007 là 7775 người, mật độ 41 người/km².